# طبیعت بی‌جان (فیلم ۲۰۱۴)
طبیعت بی‌جان (انگلیسی: Still Life) یک فیلم است که در سال ۲۰۱۴ منتشر شد.